# Fäviken

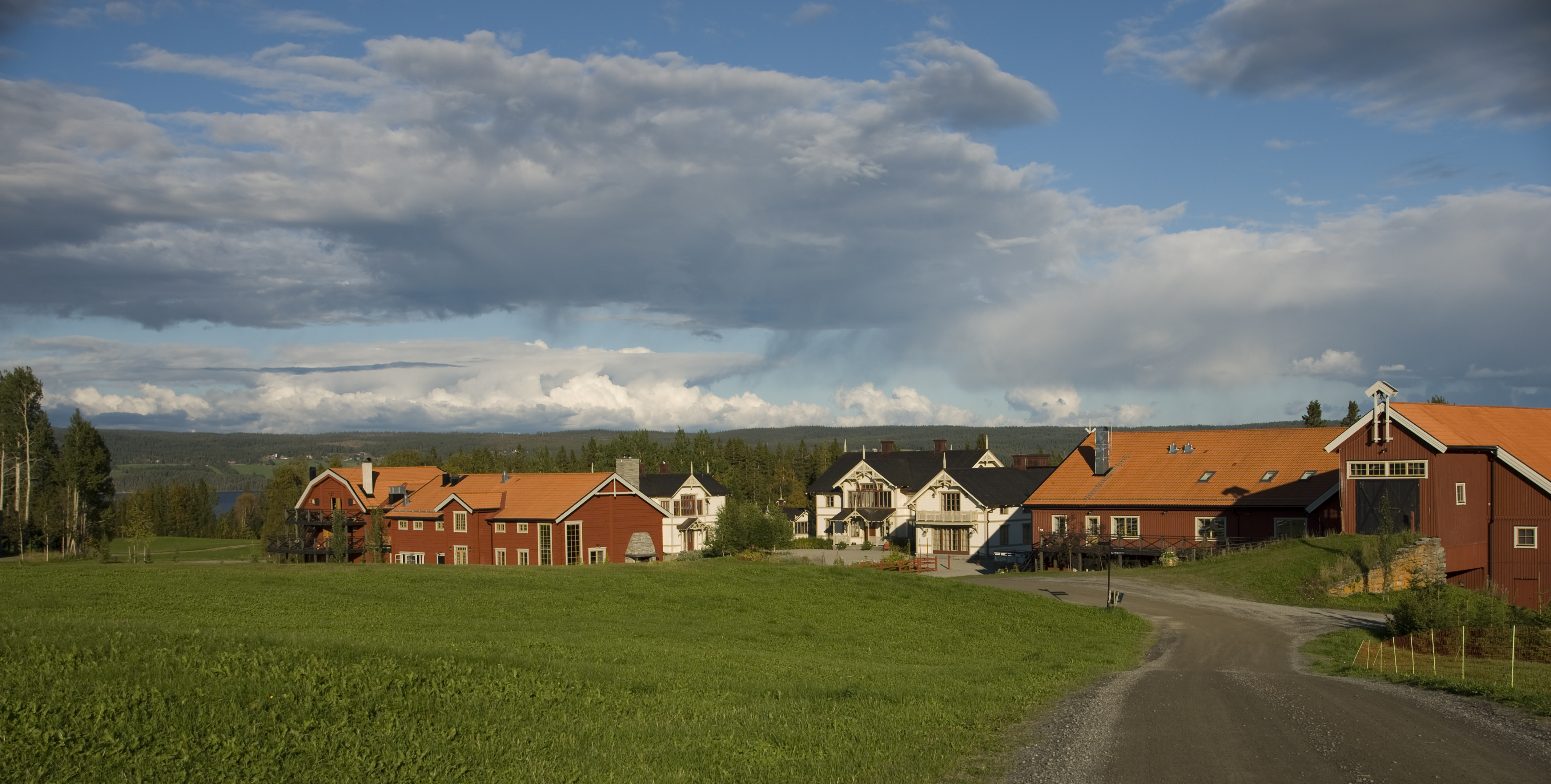
Fäviken im September

Fäviken ist eine Siedlung in der Gemeinde Åre beziehungsweise der Kirchengemeinde Kall des schwedischen Krokom-Åre-Strömsund-Kirchenkreises, der zum Bistum Härnösand gehört. Zu der Häusergruppe gehören etwa sechs Gebäude. Nächstgelegener Ort ist das 20 km entfernte Järpen, Stockholm liegt etwa 520 Kilometer südlich.
Bekanntheit erlangte Fäviken von 2008 bis 2019 mit der Eröffnung des Restaurants Fäviken Magasinet durch den schwedischen Koch Magnus Nilsson. Es zählte zu den 50 weltbesten Restaurants. Der Name der Gemarkung wird heute oft synonym mit dem Spitzenrestaurant verwendet.

## Geschichte
Das als Bauernhof errichtete Holzgebäude Fäviken Egindom aus dem Jahr 1745: S. 33 hatte schon vor Nilssons Übernahme unter dem Inhaber Patrik Brummer als Restaurant gedient. Dort trafen sich „Jagdgesellschaften mit hervorragendem Elchfondue“.: S. 246 Zum Anwesen gehören etwa 20.000 Morgen Wald, Acker- und Wiesenfläche sowie ein Küstenstreifen des Sees Kallsjön. Das Restaurant schloss am 14. Dezember 2019, weil Nilsson mal etwas anderes machen wollte.
Die Wände aus rohen Holzbrettern sind mit reichlich Elchfellen, getrockneten Kräutern und anderen Dekorationen behängt. Alle Räume werden mit offenen Kaminen beheizt.

## Küche

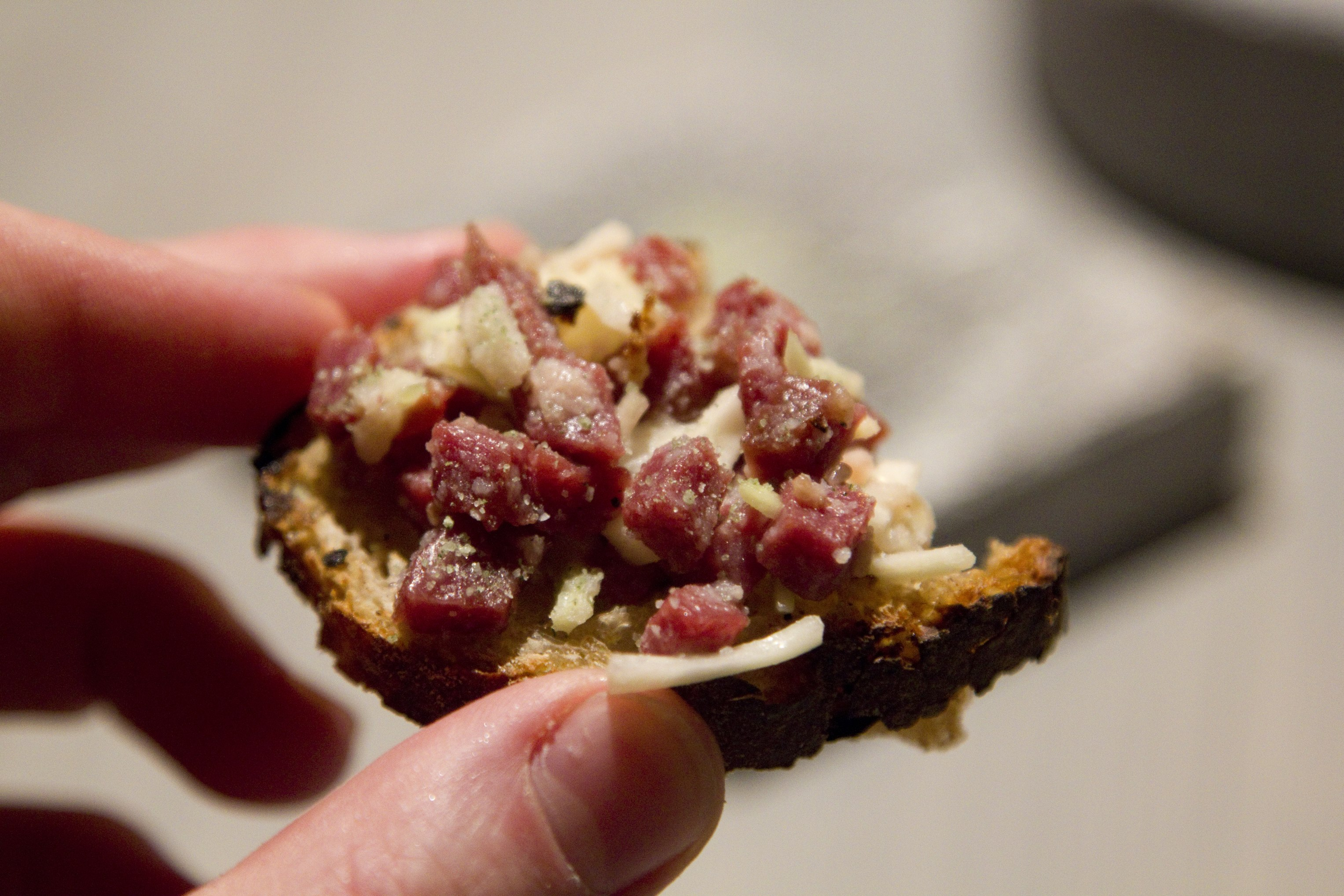
Geröstetes Brot mit rohen Kuh-Knochenmarkwürfeln, roher Leber und frisch geschnittenem Kohl

Durch das Restaurant Fäviken Magasinet erreichte die regionale Küche internationale Bekanntheit. Chefkoch Magnus Nilsson kreierte eine Küche, die auf lokalen und saisonalen Zutaten aufbaut, jedoch nur bedingt der schwedischen Küche entsprach. Die kurze Vegetationsperiode der nördlichen Breiten Jämtlands erlauben nur für etwa ein halbes Jahr Frischprodukte. In der übrigen Zeit wurden selbst konservierte Lebensmittel und Pflanzen wie Flechten, Moose und Baumrinde zubereitet. Lebensmittel wurden getrocknet, gesalzen, geliert, gepökelt und eingekocht.